# Росси, Васко
Ва́ско Ро́сси (итал. Vasco Rossi, известный просто как Васко, ранее под псевдонимом  Бласко, род.7 февраля 1952 года, Дзокка) — итальянский певец и автор песен.
Называя себя «провокатором», он считается одним из величайших представителей итальянской рок-музыки. 
С начала своей карьеры в 1977 году он выпустил 34 альбома, включая 18 студийных, 11 концертных и 5 официальных сборников, а также два EP и аудиовизуальную работу. В общей сложности он написал 191 песню, а также множество текстов и музыки для других исполнителей.  

## Биография

### От рождения до поисков самого себя
Васко Росси родился 7 февраля 1952 года в городке Дзокка (между Болоньей и Моденой). Имя дал ему отец в честь своего друга по заключению в Германии во время Второй мировой войны. Ещё ребёнком по требованию матери, которая очень любила музыку, Васко отдали в школу пения, а уже в 14 лет он пел в своей первой группе под названием «Killer», позднее переименованной в более дружелюбную «Little Boys».
Вскоре он переехал в Болонью, где окончил курс бухгалтерии. В 1972 году начал интересоваться театром и с полной уверенностью, что нужно продолжать учёбу, поступил на педагогический факультет в Болонский университет. Но он бросает учёбу, поскольку понимает, что истинную радость ему преподавание не принесёт, в то время как игра в театре доставляла много удовольствия. В декабре 1965 года он выиграл конкурс певцов «Usignolo d’oro» (Золотой соловей) с песней «Come nelle fiabe» (Как в сказках). После он открывает дискотеку «Punto Club», в которой работает как диджей. В это время с несколькими своими друзьями основывает одно из первых свободных итальянских радио «Punto Radio», в трансляциях которого можно было услышать некоторые песни Васко. Это стало одним из поворотных событий в его жизни.

### Первые шаги в мире музыки
В 1977 году уговорами своих друзей Васко выпустил грампластинку «Jenny e Silvia» (Дженни и Сильвия), а в 1978 году выпустил свой первый альбом «Ma cosa vuoi che sia una canzone» (Чем ты хочешь, чтоб была песня), но альбом был издан малым тиражом и продавался лишь в регионе Эмилия-Романья. Уже в 1979 году вышел второй альбом Васко «Non siamo mica gli americani» (Мы ведь не американцы), не очень примечателен, но одна из песен альбома, «Albachiara» (Светлый рассвет), стала настоящим шлягером и одной из лучших песен о любви в истории итальянской музыки.
В 1980 вышел альбом «Colpa d’Alfredo» (Вина Альфредо). Песня, давшая название альбому, была запрещена цензурой на радио, так как содержала не совсем красивые слова.
Настоящая популярность пришла к Васко с выступлением на телевизионной передаче «Domenica In». Он исполнял вживую свою песню «Sensazioni forti» (Сильные чувства), после чего один журналист (Нантас Сальваджио) впоследствии в газете «Oggi» написал шумную статью против программы и канала RAI, обвиняя в том, что они пригласили в студию столь «глупого, плохо воспитанного наркомана». Рокер вместе со своей командой начал протестовать против журналиста, и таким образом фактически заполучил у народа большую популярность.
Медленно, но уверенно Васко начинает завоёвывать все большую симпатию у публики, а люди привыкают к стилю его пения. Но вместе с популярностью, приходит и много критики, и не так его песен, как стиля его поведения за сценой: алкоголь, лёгкие наркотики, нахальное обращение.
В 1981 году вышел альбом «Siamo solo noi» (Есть только мы), который критики оценили как один из лучших его альбомов, песня, давшая название альбому, стала настоящим гимном поколения.

### Годы настоящего «бума»
Радикальным изменением в карьере певца стало выступление на фестивале Сан-Ремо в 1982 году. Он исполнил песню «Vado al Massimo» (Иду по максимуму), с которой прошёл в финал, и хотя не занял призовое место, но его выступление привнесло много шумихи, так как, окончив петь, Васко положил микрофон в карман с проводом от усилителя, а уходя со сцены, споткнулся, и микрофон упал на пол, напугав публику и ведущих шоу. В апреле этого же года вышел его альбом «Vado al massimo», который среди слушателей имел большую популярность.
В следующем году Росси вновь заявляет о себе знать на фестивале Сан-Ремо с песней «Vita spericolata» (Отчаянная жизнь). Песня прошла в финал и заняла 25-е место, а впоследствии стала классикой итальянской музыки.
После выходит новый альбом «Bollicine» (Пузырьки), шестой за шесть лет. То, что стало доказательством того, что Васко — икона итальянского рока: этот альбом лидировал в продаже 35 недель и стал 5-м самым продаваемым альбомом за год. Ироническая песня «Bollicine» выиграла Фестивальбар 85-го года, а тур в поддержку нового альбома стал настоящим триумфом.
Потом было 2 ужасные аварии, в которых он уцелел просто чудом. Эти годы были для него настоящим успехом на сцене, но в его личной жизни всё не так прекрасно. По утверждению некоторых биографов, в этот период Васко стал зависимым от таблеток, он употреблял столько амфетаминов, что продюсеру Гуидо Ельми часто приходилось отменять концерты.
В 1984 году вышел первый его «живой» альбом «Va bene, va bene così» (Хорошо, хорошо так), который продержался в хит-парадах 33 недель, из них 8 — на первом месте.
20 апреля этого года на одной из дискотек около г. Болонья Росси задержала полиция: после обыска в его доме, где он жил вместе со своей командой, нашли 26 грамм кокаина. Его ждало 22 дня в тюремного заключения, из них — 5 в изоляторе. Как раз благодаря этому он избавился от зависимости от амфетаминов, но его психологическое состояние было очень шатким. Лишь Фабрицио де Андре и Дори Гецци посещали его в тюрьме среди друзей по эстраде. 12 мая Росси временно выпустили на свободу. Во время судебного разбирательства его-таки оправдали и сняли обвинение в продаже наркотиков, но за хранение условно приговорили к 2 годам и 8 месяцам невыезда.
В 1985 году Васко выдал альбом «Cosa succede in città» (Что происходит в городе), как считают некоторые, это был совсем «слабый» альбом из-за всего происшедшего, но песня «Cosa succede in città» стала настоящим шлягером. По словам друзей, сам Васко и его продюсер остались недовольны альбомом, хотя он лидировал в продаже 29 недель.
В следующем году у него родился сын Давиде, что стало весьма радостным событием. На 2 года Васко отошёл от сцены, впервые в его карьере. Кто-то говорит, что он был на гране нервного срыва, но именно в это время Васко встречается со своими старыми друзьями детства и ищет самого себя. В 1987 году он возвращается на сцену, выдав альбом «C'è chi dice no» («Есть те, кто говорят нет»), многие газеты оценили этот альбом как «шедевр». Успех таков, что даже Челентано решает пригласить Васко в свою программу на канал Rai, Васко соглашается прийти, но за день до телепрограммы, меняет решение, чем вызывает необыкновенную ярость у ведущего и угрозы больше не допускать его к телевидению. Как раз в это время он стал основателем «эпохи стадионов», покинув узкие зрительные залы и собирая людей под открытым небом.
В июле 1988 года его снова арестовали: когда он ехал зигзагом по автотрассе, полиция остановила его, а в машине нашли грамм кокаина, полицейскую дубинку и газовый пистолет.
В 1989 году Васко записывает альбом «Liberi liberi» (Свободные, свободные), и как раз перед его выходом разрывает отношения со своим продюсером и своей командой Steve Rogers Band.

### 1990-е года: невероятный успех
Васко остался один вместе с Маурицио Лолли. Он отправляется в тур в поддержку нового альбома, успех которого привел к выпуску нового «живого» альбома в 1990 году «Fronte del palco» («Фронт сцены»). В 1990 году 10 и 14 июля Васко дал два шумных концерта на стадионах Сан-Сиро в Милане и Фламинио в Риме, собрав огромнейшую толпу людей. Часть концерта в Милане была записана и позже выдана в альбоме «Vasco live 10.7.90 San Siro».
В 1993 году Васко родился второй сын — Люка, вдохновляя Росси на новые творения: альбом «Gli spari sopra» (Ты стреляешь ему над головой). Этот альбом завоевал 10 платиновых дисков.
В 1995 году рокер дал снова концерт на стадионе Сан Сиро, «Рок в осаде», концерт был направлен против войны в Югославии, Васко рассуждал о жестокости войны, в то время как журналисты твердили о том, что Васко нажил неплохой гонорар на югославской истории.
В 1996 году Васко выдал альбом «Nessun pericolo per te» («Никакой опасности для тебя»). Песня «Gli angeli» («Ангелы») была посвящена другу Васко, Маурицио Лолли, который умер от рака лёгких. Видео на эту песню снял знаменитый Роман Полански, а сам ролик выложили в интернете — в то время этот жест был весьма необычен.
В 1997 году выходит «Rock» («Рок»). В этом же году Васко предстал в роли автора на фестивале в Сан Ремо. Песня «E dimmi che non vuoi morire» («Ну скажи мне, что ты не хочешь умирать»), написанная для Патти Право, была награждена премией критики. А в 1999 году на фестивале Сан Ремо участвовала его песня «Lo zaino» (Рюкзак), написанная для группы «gli Stadio», которая заняла 5 место.
В 1998 году выходит альбом «Canzoni per me» («Песни для меня»), в который Васко включил и песни, написанные давно, но которые он никогда не исполнял. В этом же году он вновь выиграл Фестивальбар с песней «Io no» («Я нет»).
Летом 1998 года Васко выступил на фестивале «heineken jammin' festival» в г. Имола, исторический вечер был снят на видео. Вскоре (1999) был выдан альбом «Rewind», в который были включены записи с концерта. В поддержку альбома Васко начал тур, но в самом начале тура умер от передозировки неразлучный друг Васко, Массимо Рива, гитарист и автор многих песен.
В 1999 году вышел сингл «La fine del millennio» («Конец тысячелетия»), доход от продаж был полностью отдан на благотворительность (лечение от наркомании) фонду, основанному родственниками Массимо Рива.

### Васко-современник
В 2000 году Васко возобновляет сотрудничество с Патти Право, в честь которой он написал песню «Una donna da sognare» («Женщина, о которой можно мечтать»). С песней «Una mattina d’estate» («Одно летнее утро»), написанной Васко, Патти получила большой успех на Фестивальбаре в этом же году.
В 2000 году он также написал песню для Ирене Гранди «La tua ragazza sempre» («Навсегда твоя девушка»), которая на фестивале Сан-Ремо заняла второе место.
2001 год стал выпуском альбома «Stupido hotel» (Глупый отель), в этом же году на Фестивальбаре Васко третий раз побеждает с песней «Ti prendo e ti porto via» («Возьму и увезу тебя»).
В 2002 году вышел первый официальный сборник «Tracks», содержащий как оригинальные версии, так и переделки. После сборника был третий концерт на стадионе Сан Ремо, который был заснят, а позже вышло видео «Vasco @ San Siro '03».
В 2004 году вышел альбом «Buoni o cattivi» (Хорошие или плохие), записанные наполовину в Болонье, а наполовину в Лос-Анджелесе, продаваемый также в США.
В 2005 году вышел двойной dvd-диск «È solo un rock’n’roll show», три месяца спустя — альбом «Buoni o cattivi live anthology 04.05» с концертными записями тура в поддержку предыдущего альбома.
17 декабря 2005 года Васко вернулся в свой родной городок Дзокка, где его друзья детства и жители устроили приём в его честь, была даже организована  фотовыставка.
19 января 2007 года вышел сингл «Basta poco» (Достаточно малого). По желанию Васко, он не продавался в магазинах, а только пускался в радиоэфир и скачивался с ресурсов интернет. Сингл можно было также заказать в качестве рингтона на мобильный телефон.
В 2007 року Васко выдал мини-диск «Vasco Extended Play», включающий 3 композиции — «Basta poco», её демоверсия, а также кавер-версию легендарной «La compagnia» Лучио Баттисти и Мины. Диск также включает видео с персонажами, нарисованными сыном Васко, Люкой.
Первого июля 2017 года, в Модене, в парке Энцо Феррари, прошел концерт, к 40-летия музыкальной деятельности музыканта. Мероприятие стало мировым рекордсменом по количеству платных зрителей. Было продано 225 173 билета, из которых 5 000 бесплатных.
Modena Park 2017 стал 781-м концертом в карьере Васко Росси.

## Официальная дискография

### Альбомы
- 1978 — Ma cosa vuoi che sia una canzone
- 1979 — Non siamo mica gli americani
- 1980 — Colpa d’Alfredo
- 1981 — Siamo solo noi
- 1982 — Vado al massimo
- 1983 — Bollicine
- 1984 — Va bene, va bene così
- 1985 — Cosa succede in città
- 1987 — C'è chi dice no
- 1989 — Liberi liberi
- 1990 — Fronte del palco
- 1990 — Vasco live 10.7.90 San Siro
- 1993 — Gli spari sopra
- 1996 — Nessun pericolo per te
- 1997 — Rock
- 1998 — Canzoni per me
- 1999 — Rewind
- 2001 — Stupido hotel
- 2004 — Buoni o cattivi
- 2005 — Buoni o cattivi live anthology 04.05
- 2007 — Vasco Extended Play
- 2008 — Il Mondo Che Vorrei

### Сборники
- 2002 — Tracks
- 2006 — The Platinum Collection